# Pierre Rode
Jacques-Pierre Joseph Rode (ur. 16 lutego 1774 w Bordeaux, zm. 25 listopada 1830 w Château de Bourbon koło Damazan) – francuski skrzypek i kompozytor.

## Życiorys
W latach 1780–1788 uczył się gry na skrzypcach u André-Josepha Fauvela, jako skrzypek zadebiutował publicznie w wieku 12 lat. W 1787 roku wyjechał z Fauvelem do Paryża, gdzie został uczniem Giovanniego Battisty Viottiego, w 1790 roku zagrał partię solową w XIII Koncercie skrzypcowym Viottiego. W 1792 roku był wykonawcą ostatnich koncertów skrzypcowych Viottiego. Od 1789 do 1792 roku grał jako skrzypek w paryskim Théâtre de Monsieur. W 1795 roku został zatrudniony na stanowisku wykładowcy w Konserwatorium Paryskim, jednak wkrótce potem wyjechał z koncertami do Holandii i Niemiec. Gościł także wraz z Viottim w Anglii, skąd jednak w 1798 roku wydalono ich z powodów politycznych. W 1799 roku wrócił do Paryża, gdzie wykładał w konserwatorium i grał jako solista w Opéra de Paris. Odbył podróż do Hiszpanii, gdzie poznał Luigiego Boccheriniego. W 1800 roku został nadwornym skrzypkiem Napoleona Bonapartego, w 1803 roku koncertował w Niemczech, następnie w latach 1804–1808 przebywał w Petersburgu na dworze cara Aleksandra I. Po powrocie do Paryża nie cieszył się już popularnością. W latach 1811–1812 odbył tournée koncertowe po Europie, podczas pobytu w Wiedniu wspólnie z arcyksięciem Rudolfem Habsburgiem wykonał Sonatę skrzypcową G-dur op. 96 Ludwiga van Beethovena. Po ślubie w 1814 roku zamieszkał w Berlinie. W 1819 roku wrócił do Francji i wycofał się z życia publicznego, osiadając w Bordeaux. Ostatni raz wystąpił publicznie w 1828 roku, nie odnosząc jednak sukcesu.
Za życia ceniony był jako wirtuoz, przedstawiciel francuskiej szkoły skrzypcowej. Skomponował 13 koncertów skrzypcowych, 12 kwartetów smyczkowych, 24 duety na 2 skrzypiec, 24 kaprysy. Wspólnie z Baillotem i Kreutzerem napisał podręcznik gry na skrzypcach Méthode de Violon (wyd. Paryż 1803).